# 黑果土当归
黑果土当归（学名：Aralia melanocarpa）为五加科楤木属的植物，为中国的特有植物。分布于中国大陆的云南、贵州等地，目前尚未由人工引种栽培。

## 别名
丛枝土当归（植物分类学报增刊）